# Бромид таллия(III)-калия
Бромид таллия(III)-калия — неорганическое соединение,
двойная соль калия, таллия и бромистоводородной кислоты с формулой KTlBr4,
кристаллы,
образует кристаллогидраты.

## Физические свойства
Бромид таллия(III)-калия образует кристаллогидрат состава KTlBr4•2H2O,
кубическая сингония,
пространственная группа F m3c,
параметры ячейки a = 1,8657 нм, Z = 24.